# Henry Miller
Henry Valentine Miller (ur. 26 grudnia 1891 w Nowym Jorku, zm. 7 czerwca 1980 w Los Angeles) – amerykański pisarz i malarz.

## Życiorys

### Dzieciństwo i młodość
Urodził się 26 grudnia 1891 roku w Nowym Jorku, na Manhattanie, jako potomek dość zamożnych niemieckich emigrantów. Wkrótce rodzina przeniosła się do dzielnicy Williamsburg na Brooklynie, która była wówczas zamieszkana głównie przez emigrantów z Niemiec. Po ukończeniu szkoły średniej rozpoczął studia na City College of New York, które jednak przerwał po miesiącu. W wieku 18 lat podjął pierwszą pracę, w latach 1913-1917 pracował wspólnie z ojcem, który prowadził sklep krawiecki.
W 1917 ożenił się z Beatrice Sylvas Wickens (1891–1984), pianistką, nauczycielką gry na pianinie. Wickens ukończyła szkołę przyklasztorną i była bardzo konserwatywna obyczajowo. Miller ożenił się z nią, ponieważ ślub pozwalał mu uniknąć służby wojskowej. Małżeństwo nie było szczęśliwe. Debiutował w 1919 recenzją opublikowaną w bostońskim magazynie literackim „The Black Cat”. Po dość chaotycznych i nieukończonych studiach imał się różnych zajęć, m.in. był reporterem, pomywaczem, gazeciarzem, śmieciarzem, bibliotekarzem. W 1920 roku został kierownikiem kadr w Western Union, jego praca polegała na odwiedzaniu biur, w których pracowali posłańcy i upewnianiu się, że wykonują swoje obowiązki, nie kradną przesyłek. Pracował tam przez 4 lata. To doświadczenie znalazło odzwierciedlenie w jego literaturze, odpowiednikiem Western Union jest Kosmodemoniczne Biuro Telegraficzne ze "Zwrotnika Raka".

### Lata 20.
W 1923 roku poznał Juliet Edith Smerth, która pracowała w tzw. Taxi Dance Hall, klubie, w którym mężczyźni mogli niejako „wynająć na minuty“ partnerki do tańca. Juliet urodziła się w Rumunii, jej rodzina wyemigrowała do Ameryki. Juliet używała nazwiska June Edith Smith. W tym samym roku rozwiódł się z Beatrice, zamieszkał z Juliet, a w 1924 wziął z nią ślub. Wkrótce został zwolniony z Western Union i znalazł się na utrzymaniu żony. Miller twierdził, że sam zrezygnował z pracy, by zająć się literaturą. Bardziej prawdopodobne wydaje się jednak, że został zwolniony.
W 1926 jego żona nawiązała romans z rzeźbiarką Jean Kronski. Kronski początkowo zamieszkała z Millerem i June. Rok później Joan i June wyjechały wspólnie do Paryża, co doprowadziło Millera do załamania nerwowego. Niedługo później jednak jego żona porzuciła kochankę i powróciła z Paryża. Po powrocie do Nowego Jorku poznała zamożnego admiratora Ronalda Freedmana, którego okłamała, że jest pisarką. Freeman chciał wspierać jej pisarstwo, obiecał jej więc, że gdy stworzy powieść, sfinansuje jej kolejny wyjazd do Paryża. Podając się za June Miller napisał książkę „This Gentile World“, później zatytułowaną „Moloch“. June przekazała książkę Freedmanowi, który wypłacił jej pieniądze. W ten sposób możliwa stała się pierwsza wyprawa pisarza i jego żony do Europy w 1928 roku.
Podczas podróży po Europie w 1928 roku, odwiedził Belgię, Niemcy, Węgry, Austrię i Polskę. Para odwiedziła również miejsce urodzenia June w Bukowinie, w Rumunii. Po kilku miesiącach podróży, gdy skończyły się środki otrzymane od Freedmana Miller i June powrócili do Nowego Jorku. Tu June znalazła nowego zamożnego adoratora, Miller zaczął się zajmować malarstwem.

### Lata 30.
W 1930 po raz kolejny wyprawił się do Europy, za pieniądze pożyczone od przyjaciela i środki uzyskane od żony (która pozyskała je od kolejnego adoratora). Zamieszkał w Paryżu i żył w ekstermalnej biedzie, okresami był bezdomny i sypiał na ulicy. Przez krótki czas pracował jako korektor w paryskiej redakcji amerykańskiej gazety codziennej „Chicago Tribune”. W Paryżu w 1931 roku poznał Anaïs Nin, związek z nią odgrywał wówczas ważną rolę w jego życiu.
W 1932 pracował intensywnie nad manuskryptem książki, którą później zatytułował „Zwrotnik Raka“. Książka zawierała liczne wątki autobiograficzne, jej pierwsza wersja liczyła sobie aż 900 stron. Jedną z pierwszych czytelniczek była Anaïs Nin, która dokonała również redakcji manuskryptu i zmniejszyła znacząco jego objętość. Miller przekazał tekst amerykańskiemu agentowi literackiemu w Paryżu, który z kolei podzielił się tekstem z wydawcą Jackiem Kahane’em. Kahane był zachwycony książką, ale opóźniał jej publikacje, ponieważ brakowało mu pieniędzy i obawiał się cenzury. W końcu Nin przekazała Kahane’owi 5000 franków, wydawca wydrukował książkę w liczbie tysiąca egzemplarzy. Wydanie było bardzo nisko-budżetowe, grafikę na okładce wykonał za darmo dorastający syn Kahane’a, Maurice. „Zwrotnik Raka“ był bardzo pozytywnie przyjęty przez krytyków, pozytywne recenzje opublikowali m.in. George Orwell, Blaise Cendrars; dobre opinie w korespondencji wyrażali Ezra Pound, Aldous Huxley, Ernst Jünger.
Po publikacji książki, w 1934 roku rozwiódł się z June, wrócił na krótko do Nowego Jorku, gdzie praktykował psychoanalizę, przyjmował kilku pacjentów dziennie. W 1936 opublikował drugą książkę „Black Spring“. „Zwrotnik Raka“ zyskiwał rozgłos i wydawca zamówił drugie wydanie książki, jednocześnie wypłacając Millerowi comiesięczne tantiemy.
W 1937 redagował w Paryżu czasopismo „The Booster”, założone i wydawane wspólnie z austriackim pisarzem Alfredem Perlèsem – sublokatorem z podparyskiego Clichy, kochankiem kochanki żony Millera i pierwowzorem postaci Carla ze Zwrotnika Raka oraz Freda z Cichych Dni w Clichy. Obok Millera i Perlèsa redaktorem „The Booster” był też Lawrence Durrell, a swoje teksty publikowali tam również Anaïs Nin i William Saroyan. Po czterech numerach i utracie reklamodawców, na wniosek Durella zmieniono tytuł na „Delta”, ale udało się wydać jeszcze tylko trzy kolejne numery.
W 1939 roku opublikował „Zwrotnik Koziorożca“. W książce Miller powraca do swoich doświadczeń z lat 1920–1924, gdy pracował w Western Union i poznał June.
W 1939 Miller wyjechał do Grecji na zaproszenie Lawrenc'a Durrella, mieszkającego wówczas na Korfu. W marcu 1940 w związku z wybuchem II wojny światowej powrócił do Nowego Jorku.

### Lata 40.
W 1942 osiadł w Kalifornii, początkowo w Los Angeles, a od 1945 w regionie Big Sur, gdzie zamieszkał w chacie swojego przyjaciela w okolicy Partington Ridge. Chata była położona w niezamieszkanej okolicy, nie posiadała prądu i linii telefonicznej do lat 50.
W latach 40. książki Millera stopniowo stawały się coraz bardziej popularne i zaczęły budzić kontrowersje w Europie i w USA.  W 1946 roku we Francji wytoczono proces wydawcy „Zwrotnika Raka“ zarzucając książce pornograficzny charakter i obrazę moralności publicznej. Również w USA zaczęły się pojawiać teksty krytykujące Millera z pozycji konserwatywnej moralności. Jednym z pierwszych tekstów był artykuł Mildred Edie Brady „Nowy kult seksu i anarchii“. Autorka krytykowała rodzącą się w USA kontrkulturę, przedstawiała Millera jako jednego z jej inicjatorów.
W 1949 opublikował we Francji książkę „Sexus“, ze względu na liczbę opisów scen seksualnych książka została zakazana we Francji.

### Lata 50.
W latach 50. dochody z tantiemów z książek wydawanych we Francji stały się na tyle znaczące, że pisarz mógł po raz pierwszy, w wieku 60 lat otworzyć konto bankowe. Pisarz mógł sobie też pozwolić na samodzielnie finansowaną wielomiesięczną wyprawę do Europy wspólnie z małżonką Eve McClure.
W tym okresie książki Millera stały się popularne wśród przedstawicieli ruchu Beatników. Allen Ginsberg był zachwycony „Zwrotnikiem Raka“. Książki Millera podziwiał również Jack Kerouac, który doceniał ich autentyczność i szczerość. Miller napisał zresztą przedmowę do jednej z książek Kerouaca. Z czasem Miller stawał się coraz większym autorytetem dla ruchów kontrkulturowych. Zasiadał w jury konkursu głównego na 13. MFF w Cannes (1960).

### Lata 60.
Do lat 60. Miller nie był sławny w USA, pomimo tego, że posiadał licznych sympatyków wśród literatów. Sytuacja uległa jednak zmianie w 1961 roku, kiedy to jeden z księgarzy w Los Angeles sprzedał egzemplarz książki Millera policjantowi w przebraniu. Sprawa zakończyła się dla księgarza 30-dniowym pobytem w więzieniu. W kolejnych miesiącach policja zorganizowała szereg akcji, w których konfiskowano egzemplarze książki Millera na terenie całych Stanów Zjednoczonych i karano księgarzy. W 1962 roku rozpoczął się pierwszy z procesów, w którym wydawca sprzeciwiał się prawu, które zakazywało dystrybucji tzw. „obscenicznych książek“. Cały świat literacki w USA stanął wówczas po stronie Millera. Proces zakończył się w końcu zniesieniem zakazu dystrybucji w 1962 roku i przysporzył Millerowi ogromnej popularności. W tym okresie pisarz rozpoczął współpracę z magazynem Playboy.
W latach 60. na całym świecie ukazał się szereg tłumaczeń książek Millera. Pisarz był jednak głównie znany ze „Zwrotnika Raka“, „Zwrotnika Koziorożca“ i z obscenicznych fragmentów „Sexusa“. W USA trwały procesy dotyczące cenzury jego książek. Sprawy zostały ostatecznie rozstrzygnięte przez Sąd Najwyższy USA w 1964 roku, który uznał, że wszystkie formy cenzury są niezgodne z konstytucją.
W ostatnim okresie życia mieszkał w Pacific Palisades (nadbrzeżna dzielnica Los Angeles). W 1966 roku poznał Hoki Tokude, japońską wokalistkę jazzową, związek trwał do 1974 roku.

### Lata 70.
W latach 70. Miller stał się celem ataków z pozycji feministycznych. Kate Millett w książce „Sexual Politcs“ (1970) argumentowała, że Miller przedstawia kobiety w upokarzający, mizoginistyczny sposób.
Zmarł w Pacific Palisades w wieku 89 lat.
Wystąpił w filmie Czerwoni (1981) Warrena Beatty’ego, a o jego związku z Anaïs Nin opowiada film Henry i June (1990) w reżyserii Philipa Kaufmana.

## Publikacje

### Powieści i zbiory opowiadań
- Zwrotnik Raka (Tropic of Cancer), 1934.
- Czarna wiosna (Black Spring), 1936.
- Zwrotnik Koziorożca (Tropic of Capricorn), 1939.
- The Cosmological Eye, 1939.
- Kolos z Maroussi (The Colossus of Maroussi), 1941.
- The Wisdom of the Heart, 1941.
- Sunday After the War, 1944.
- Klimatyzowany koszmar (The Air-Conditioned Nightmare), 1945.
- Why Abstract? with Hilaire Hiler and William Saroyan, 1945.
- The Time of the Assassins: A Study of Rimbaud, 1946.
- Pamiętać, by pamiętać (Remember to Remember), 1947.
- Uśmiech u stóp drabiny (The Smile at the Foot of the Ladder), 1948.
- Sexus (pierwsza część trylogii The Rosy Crucifixion), 1949.
- Książki mojego życia (The Books in My Life), 1952.
- Plexus (druga część trylogii The Rosy Crucifixion), 1953.
- Noce miłości i śmiechu (Nights of Love and Laughter), 1955.
- Ciche dni w Clichy (Quiet Days in Clichy), 1956.
- Diabeł w raju (A Devil in Paradise), 1956.
- Big Sur i pomarańcze Hieronima Boscha (Big Sur and the Oranges of Hieronymus Bosch), 1957.
- Nexus (trzecia część trylogii The Rosy Crucifixion), 1960 – tłum. Michał Kłobukowski, Warszawa: Noir sur Blanc, 1996.
- Stand Still Like the Hummingbird, 1962.
- Henry Miller on Writing, 1964.
- Insomnia or the Devil at Large, 1970.
- My Life and Times, 1971.
- The Nightmare Notebook, 1975.
- Henry Miller’s Book of Friends: A Tribute to Friends of Long Ago, 1976.
- Sextet, 1977.
- My Bike and Other Friends, 1978.
- Joey: A Loving Portrait of Alfred Perlès Together With Some Bizarre Episodes Relating to the Opposite Sex, 1979.
- Kur zapiał! (Crazy Cock), pisana między 1928–30, wydana 1991.
- Moloch (Moloch: or, This Gentile World), pisana między 1927, wydana 1992.

### Korespondencje
- Listy 1935-1980 (The Durrell-Miller Letters, 1935-80), 1988.
- Korespondencja 1934-1979: 45 lat przyjaźni (Correspondance 1934-1979: 45 ans d’amitié).

### Eseje
- Świat seksu (The World of Sex), 1940.